# Общий Колодезь
Общий Колодезь — село в Кореневском районе Курской области. Входит в состав Шептуховского сельсовета.

## География
Село находится в бассейне реки Крепна (приток Сейма), в 80 км к юго-западу от Курска, в 17,5 км к северо-востоку от районного центра — посёлка городского типа Коренево, в 6,5 км от центра сельсовета  — села Шептуховка.
Климат
Общий Колодезь, как и весь район, расположен в поясе умеренно континентального климата с тёплым летом и относительно тёплой зимой (Dfb в классификации Кёппена).
| Показатель                                                                   | Янв. | Фев. | Март | Апр. | Май  | Июнь | Июль | Авг. | Сен. | Окт. | Нояб. | Дек. | Год  |
| ---------------------------------------------------------------------------- | ---- | ---- | ---- | ---- | ---- | ---- | ---- | ---- | ---- | ---- | ----- | ---- | ---- |
| Средний суточный максимум, °C                                                | −3,7 | −2,6 | 3,3  | 13,2 | 19,4 | 22,7 | 25,1 | 24,5 | 18,2 | 10,7 | 3,7   | −0,8 | 11,1 |
| Средняя температура, °C                                                      | −5,8 | −5,2 | −0,4 | 8,3  | 14,7 | 18,3 | 20,8 | 19,9 | 14   | 7,4  | 1,5   | −2,8 | 7,6  |
| Средний суточный минимум, °C                                                 | −8,3 | −8,5 | −4,6 | 2,8  | 9,1  | 13   | 15,7 | 14,7 | 9,7  | 4    | −0,8  | −5,1 | 3,5  |
| Норма осадков, мм                                                            | 50   | 44   | 48   | 50   | 63   | 70   | 79   | 52   | 57   | 56   | 47    | 48   | 664  |
| Источник: Погода по месяцам c ru.climate-data.org(дата обращения: Июль 2021) |      |      |      |      |      |      |      |      |      |      |       |      |      |

## История
В 1708 году деревня Общий Колодезь обрела статус села в связи с постройкой Николаевской церкви.

## Население
| 2002 | 2010 |
| ---- | ---- |
| 135  | ↘110 |

## Инфраструктура
Личное подсобное хозяйство. В селе 67 домов.

## Транспорт
Общий Колодезь находится в 14 км от автодороги регионального значения 38К-030 (Рыльск — Коренево — Суджа), в 11 км от автодороги 38К-024 (Льгов — Суджа), в 8 км от автодороги межмуниципального значения 38Н-563 (38К-030 — Журавли подъездом к с. Ольговка), в 7 км от автодороги 38Н-564 (38К-030 — Каучук — 38К-024), на автодороге 38Н-727 (Шептуховка — Сафоновка — Общий Колодезь с подъездом к с. Скрылёвка), в 2 км от ближайшего ж/д остановочного пункта 374 км (линия 322 км — Льгов I).  Остановка общественного транспорта.
В 140 км от аэропорта имени В. Г. Шухова (недалеко от Белгорода).